# Euoplocephalus
Euoplocephalus („dobře obrněná hlava“) byl rod „obrněného“ býložravého dinosaura z čeledi Ankylosauridae.

## Popis
Dosahoval délky asi 5,3 až 7 metrů a jeho hmotnost dosahovala kolem 2 tun. býložravý dinosaurus. Žil asi před 77 až 67 miliony let (ve svrchní křídě, geologické stupně kampán až maastricht). Jeho fosilie byly objeveny v americké Montaně a kanadské Albertě.
Disponoval vzhledem typického ankylosaurida. Měl dlouhý ocas, masivní trup s mohutnými bedry, poměrně krátké končetiny a krátkou, širokou lebku. Na konci ocasu měl těžký kostěný kyj, jehož úderem dokázal lámat kosti i největším dravcům. Trup, krk a část ocasu měl Euoplocephalus pokrytou řadami menších tupě zakončených kostěných ostnů. Dvojici větších ostnů měl nad plecemi a na kořeni ocasu. Krk mu chránily kostěné pláty. Lebka tohoto tvora byla také výborně obrněná, lebku chránila čtveřice tupých kostěných výrůstků v zadní části lebky. Dokonce i oční víčka byla pokryta kostěným „pancířem“. Euoplocephalus měl složitý systém smyček a ohybů v nasální části lebky, které mohly sloužit jako výkonný výměník tepla, který těmto dinosaurům zajišťoval termoregulaci. Odhady úspory energie při výměně plynů s okolím činily až 84 %.
Bylo objeveno asi 40 fosilií tohoto tvora, každá izolovaně. To naznačuje, že žil zřejmě samotářsky a byl to ve své době nejhojnější obrněný dinosaurus na území dnešní Severní Ameriky. Svými zobákovitě zakončenými čelistmi spásal nízký vegetační porost, který posléze drtil malými vroubkovanými zuby.

## Zařazení
Euoplocefalus patří mezi ankylosauridy, do podčeledi Ankylosaurinae. Mezi jeho nejbližší vývojové příbuzné patří pravděpodobně rody Anodontosaurus, Scolosaurus, Zuul a Ankylosaurus. Některé exempláře byly z tohoto rodu vyčleněny a popsány jako samostatné rody a druhy ankylosauridů (například Dyoplosaurus). Některé fosilie tohoto dinosaura byly dříve označované dnes již neplatným rodovým jménem Palaeoscincus.